# Розсипна
Розсипна́ — вантажно-пасажирська залізнична станція Донецької дирекції Донецької залізниці.
Розташована в смт Розсипне, Торезька міська рада, Донецької області на лінії Чорнухине — Торез між станціями Кумшацький (10 км) та Пелагіївський (5 км).
Через військову агресію Росії на сході України транспортне сполучення припинене.